# Fotografia Kirlian

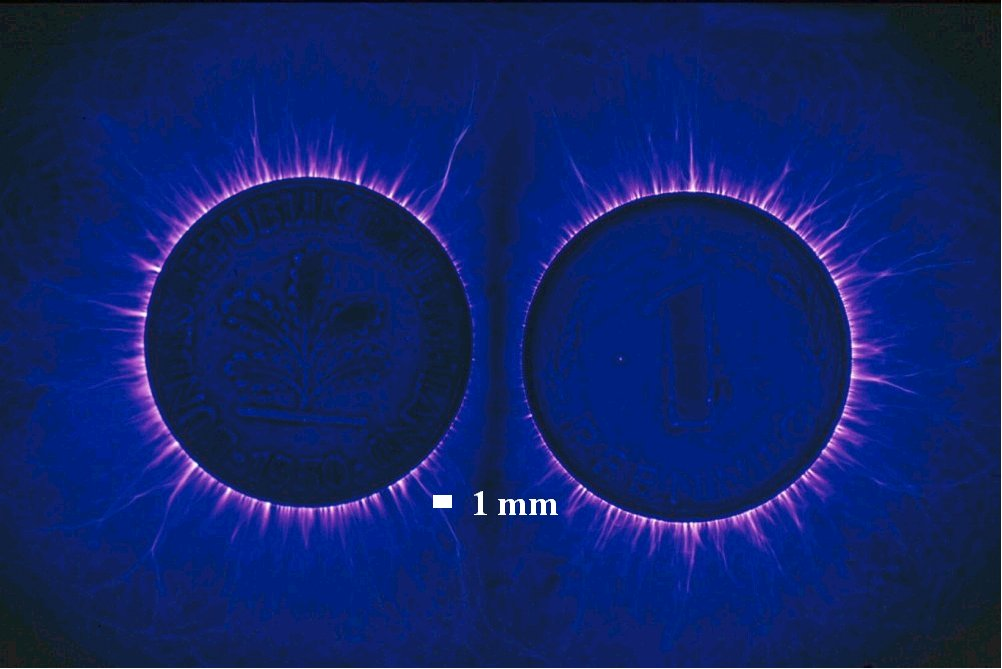
Fotografia Kirlian di due monete.

La fotografia Kirlian è un insieme di tecniche fotografiche usato per catturare il fenomeno delle scariche elettriche coronali. Prende il nome da Semën Kirlian che nel 1939 scoprì accidentalmente che, se un oggetto su una lastra fotografica viene collegato a una sorgente ad alta tensione, sulla lastra fotografica si produce un'immagine. La tecnica è variamente nota come "elettrografia", "elettrofotografia", "fotografia di scarica coronale" (CDP), "bioelettrografia", "visualizzazione a scarica di gas (GDV)", "imaging elettrofonico (EPI)" e, nella letteratura russa, "Kirlianografia".
La fotografia Kirlian è stata oggetto della ricerca scientifica, della parapsicologia e dell'arte. In larga misura è stata utilizzata nelle medicine alternative.

## Storia
Nel 1889, il ceco B. Navratil coniò la parola "elettrografia". Sette anni dopo nel 1896 uno sperimentatore francese, H. Baravuc, creò elettrografie di mani e foglie.
Nel 1898, l'ingegnere russo Yakov Narkevich-Iodko mostrò l'elettrografia alla quinta mostra della Russian Technical Society.
Nel 1939, due cechi, S. Pratt e J. Schlemmer pubblicarono fotografie che mostravano un bagliore attorno a delle foglie. Nello stesso anno, l'ingegnere elettrico russo Semyon Kirlian e sua moglie Valentina Chrisanovna Kirliana svilupparono la fotografia Kirlian dopo aver osservato un paziente che stava ricevendo una cura da un generatore elettrico ad alta frequenza nell'ospedale di Krasnodar. Si erano accorti che quando si avvicinavano gli elettrodi alla pelle del paziente si vedeva un bagliore simile a quello di un tubo a scarica al neon.
I coniugi Kirlian condussero esperimenti in cui la pellicola fotografica veniva posta sulla sommità di una piastra conduttiva e un altro conduttore veniva attaccato a una mano, una foglia o ad altro materiale vegetale. I conduttori ricevevano energia da una fonte di energia ad alta tensione e ad alta frequenza, producendo immagini che tipicamente mostravano una sagoma dell'oggetto circondato da un alone di luce.
Nel 1958 i coniugi Kirlian riportarono per la prima volta i risultati dei loro esperimenti. Il loro lavoro rimase virtualmente sconosciuto fino al 1970, quando Lynn Schroeder e Sheila Ostrander, due statunitensi, pubblicarono un libro, Psychic Discoveries Behind the Iron Curtain. L'elettrografia ad alta tensione divenne presto nota al grande pubblico come fotografia Kirlian. Sebbene fra gli scienziati occidentali l'interesse fosse scarso, i russi tennero una conferenza sul tema nel 1972 presso la Kazakh State University.
La fotografia Kirlian venne utilizzata nell'ex blocco sovietico negli anni settanta. Il bagliore dell'effetto corona sulla superficie di un oggetto sottoposto a un campo elettrico ad alta tensione era definito "aura Kirlian" in Russia e nell'Europa dell'est. Nel 1975 lo scienziato bielorusso Victor Adamenko scrisse una tesi di laurea dal titolo: "Research of the structure of High-frequency electric discharge (Kirlian effect) images". Uno studio scientifico su ciò che i ricercatori hanno chiamato effetto Kirlian venne condotto da Victor Inyushin presso la Kazakh State University.
All'inizio degli anni '70 Thelma Moss e Kendall Johnson condussero un'approfondita ricerca riguardo alla fotografia Kirlian, presso il Center for Health Sciences dell'UCLA. Moss dirigeva un laboratorio di parapsicologia indipendente e non supportato che venne chiuso dall'università nel 1979.

## Panoramica

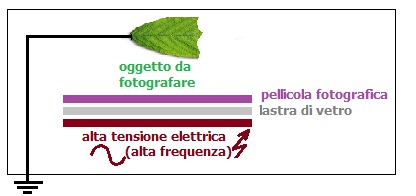
Schema sintetico della Camera Kirlian (sezione trasversale)

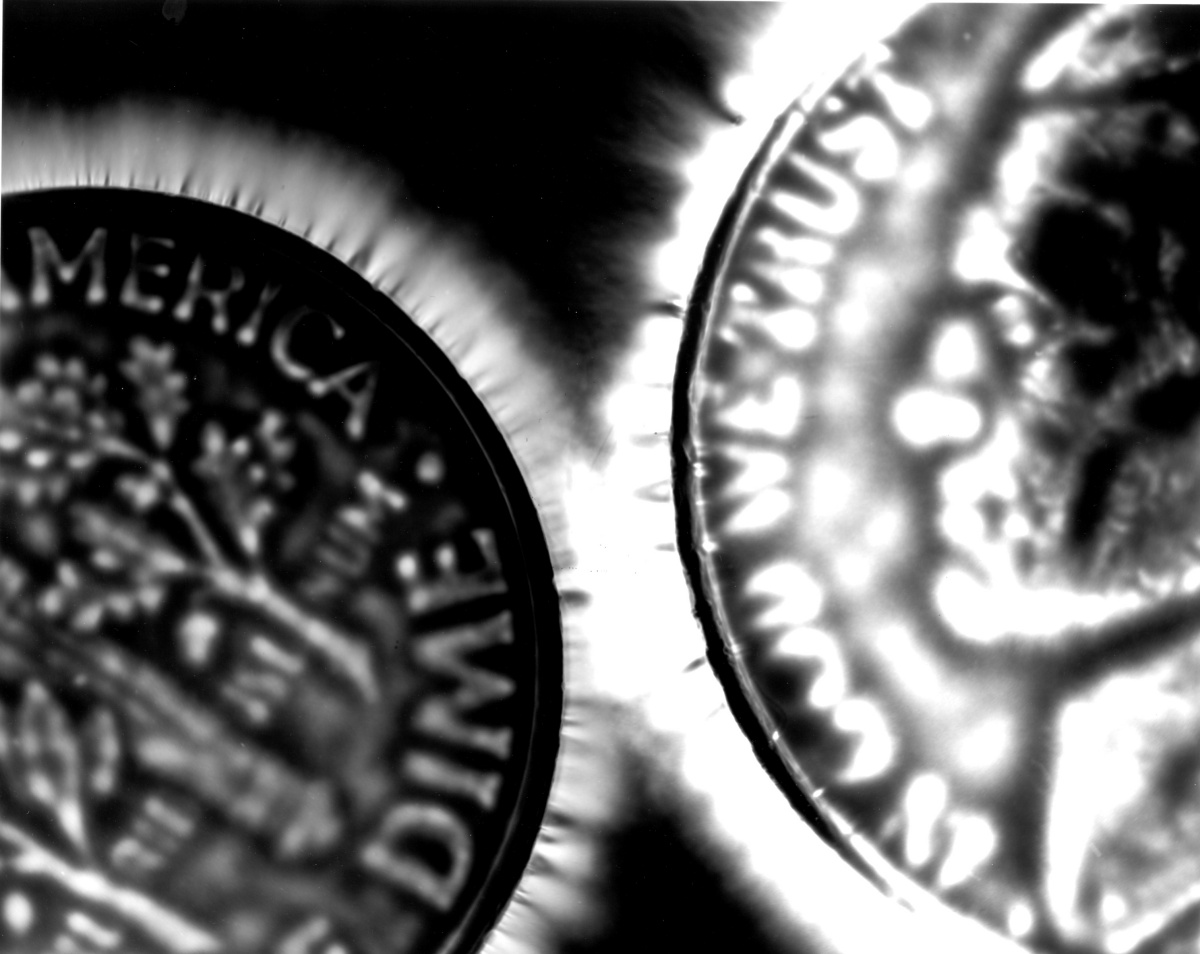
Fotografia Kirlian di due monete

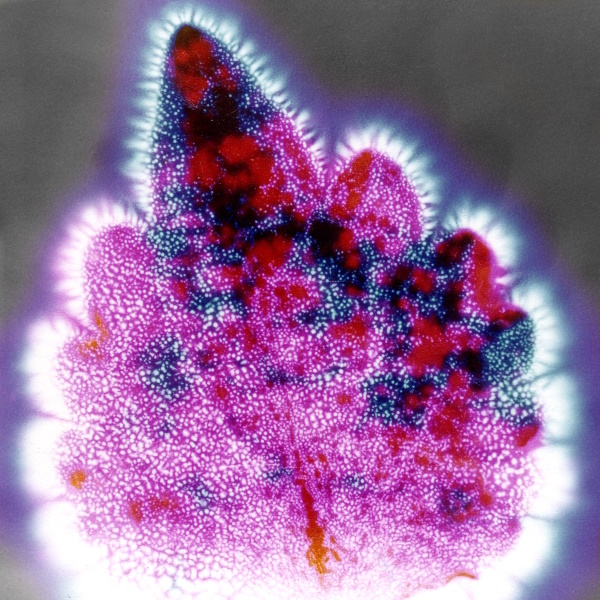
Fotografia Kirlian di una foglia di Coleus.

La fotografia di Kirlian è una tecnica per creare fotografie con stampa a contatto usando l'alta tensione. Il processo prevede l'immissione di un foglio di pellicola fotografica sopra una piastra di metallo. L'oggetto da fotografare viene quindi posizionato direttamente sopra la pellicola. Si applica temporaneamente alta tensione alla piastra metallica creando un'esposizione. La scarica coronale tra l'oggetto e la piastra ad alta tensione viene catturata dalla pellicola. La pellicola sviluppata contiene una fotografia Kirlian dell'oggetto.
Una pellicola fotografica a colori è tarata per riprodurre colori fedeli quando esposta a luce normale. Le scariche coronali possono interagire con variazioni minime nei diversi strati di colorante usati nella pellicola, risultando in una vasta gamma di colori a seconda dell'intensità locale della scarica. La pellicola e i sensori usati nell'imaging digitale registrano anche la luce prodotta dai fotoni emessi dall'effetto corona.
Le fotografie di oggetti inanimati come monete, chiavi e foglie si possono rendere in modo più efficace collegando l'oggetto a terra usando il terreno, un tubo di acqua fredda o con il lato (polarità) opposto della sorgente ad alta tensione. La messa a terra genera un effetto corona più forte.
La fotografia Kirlian non richiede l'uso di una fotocamera o di una lente perché è un processo di stampa a contatto. È possibile utilizzare un elettrodo trasparente al posto della piastra ad alta tensione, permettendo di catturare la scarica coronale risultante con una fotocamera o una videocamera standard.
Artisti visivi come Robert Buelteman, Ted Hiebert e Dick Lane hanno usato la fotografia Kirlian per produrre immagini artistiche di vari soggetti. ll fotografo Mark D. Roberts, che lavora con le immagini Kirlian da oltre 40 anni, ha pubblicato un portfolio di immagini di piante dal titolo "Vita occulta plantarum" o "La vita segreta delle piante", messo in mostra per la prima volta nel 2012 presso il Bakken Museum di Minneapolis.

## Ricerca
La fotografia Kirlian è stata oggetto di ricerche scientifiche, parapsicologiche e di affermazioni pseudoscientifiche.

### Ricerca scientifica
I risultati di esperimenti scientifici sulla fotografia Kirlian di tessuti vivi, punte di dita umane, pubblicati nel 1976, mostrarono che la maggior parte delle variazioni dell'effetto corona in lunghezza, densità, curvatura e colore si poteva spiegare con il tasso di umidità all'interno e sulla superficie del tessuto vivente..
Il fisico russo Konstantin Korotkov eseguì vari esperimenti con tale metodo su corpi umani interi di malati terminali di cancro in fin di vita, sia prima che dopo il decesso, e perfezionati soprattutto all'inizio degli anni 2000.

### Affermazioni pseudoscientifiche
Kirlian riteneva che le immagini create dalla fotografia Kirlian potessero rappresentare un campo di energia congetturale, o aura, che alcuni ritengono circondare gli esseri viventi. Kirlian e sua moglie erano convinti che le loro immagini mostrassero una forza vitale o un campo di energia che rifletteva gli stati fisici ed emotivi dei loro soggetti viventi. Pensavano che queste immagini si sarebbero potute utilizzare per diagnosticare malattie. Nel 1961 pubblicarono il loro primo articolo sull'argomento nel Russian Journal of Scientific and Applied Photography. Le idee di Kirlian vennero abbracciate da chi praticava trattamenti energetici.

#### Esperimento della foglia strappata
Un esperimento tipicamente usato come prova dell'esistenza di questi campi di energia prevedeva di scattare foto Kirlian a intervalli prestabiliti di una foglia raccolta. Si pensava che al graduale appassimento della foglia sarebbe corrisposto un calo della forza dell'aura. In alcuni esperimenti, se una sezione della foglia veniva strappata dopo la prima fotografia, una debole immagine della sezione mancante permaneva se si scattava una seconda fotografia. Tuttavia se la superficie viene pulita dai contaminanti e dall'umidità residua prima di scattare una seconda foto, non appare nessuna immagine della sezione mancante.
La teoria dell'aura vivente è almeno parzialmente rinnegata dimostrando che il contenuto di umidità della foglia ha un effetto pronunciato sull'effetto corona; una maggiore umidità determina corone più grandi. Man mano che la foglia si disidrata, le corone si ridurranno naturalmente di intensità e variabilità. Il risultato è che il variare del contenuto di acqua della foglia può influenzare la cosiddetta aura Kirlian. Gli esperimenti di Kirlian non fornirono prove sufficienti di un campo di energia diverso dai campi elettrici prodotti da processi chimici e dal flusso di scariche coronali.

Le scariche coronali identificate come aura Kirlian sono il risultato di processi stocastici di ionizzazione elettrica e sono fortemente influenzati da molti fattori, tra cui la tensione e la frequenza dello stimolo, la pressione con la quale una persona o un oggetto toccano la superficie, l'umidità locale attorno all'oggetto fotografato, quanto la persona o l'oggetto sono isolati da terra e altri fattori locali che influenzano la conducibilità elettrica della persona e dell'oggetto ripresi. Oli, sudore, batteri e altri contaminanti ionizzanti presenti sui tessuti viventi possono influenzare le immagini risultanti.

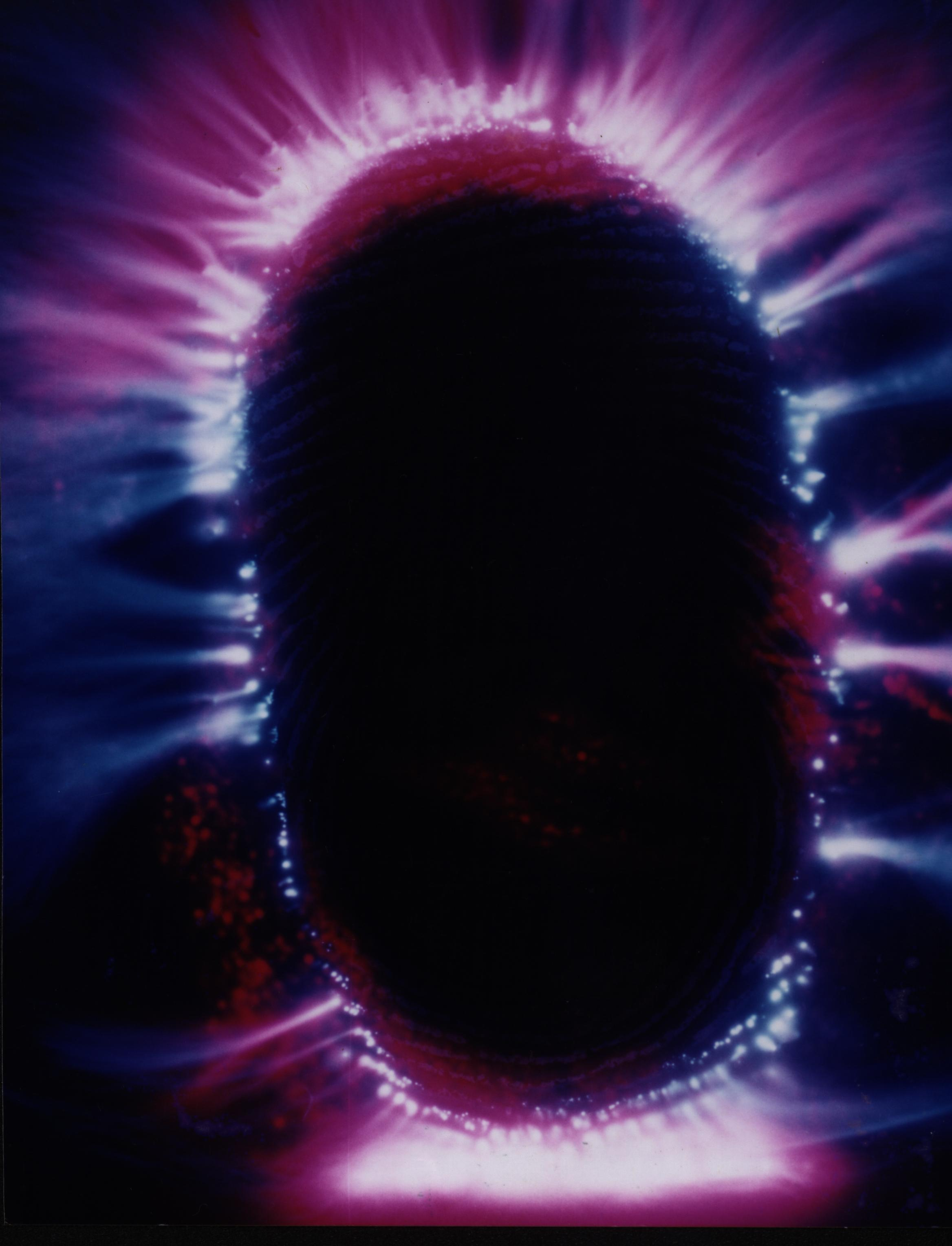
Foto Kirlian di un polpastrello. Secondo Krämer, le zone del corpo umano prive di radiazioni visibili sono quelle in cui l'aura risulta danneggiata o esiste un ristagno energetico della persona.

### Speculazioni diagnostiche
Secondo Dietmar Krämer, esoterista, naturopata e floriterapeuta, l'effetto Kirlian dipende dalla resistenza cutanea opposta dalla parte fotografata del corpo umano, resistenza che interagirebbe con la scarica elettrica variandone l'intensità. Il campo energetico dell'aura verrebbe così riprodotto soltanto in maniera indiretta. Sebbene l'immagine ottenuta in tal modo corrisponda solo in parte alle descrizioni fornite dai veggenti e nonostante il suo aspetto cambi a seconda della quantità di tensione elettrica applicata, Krämer riferisce di essersi servito della fotografia Kirlian come strumento diagnostico delle patologie dell'aura, riscontrando delle corrispondenze tra le lacerazioni di quest'ultima descritte dai suoi assistenti dotati di capacità sensitive e i punti in cui la scarica elettrica risultava attenuata o addirittura assente.
Analogamente il naturopata Peter Mandel ha affermato di riscontrare delle relazioni tra l'effetto Kirlian e l'energia dei meridiani da lui trattati applicando l'agopuntura.
Tutte queste affermazioni non sono mai state provate in lavori sottoposti a peer review e pubblicati in riviste scientifiche.